# Franz Groner
Franz Maria Groner (* 29. Juni 1913 in Köln-Sülz; † 21. September 1991 in Bonn) war ein deutscher römisch-katholischer Theologe.
Groner besuchte das Gymnasium in Brühl und machte dort 1931 das Abitur. Von 1931 bis 1935 studierte er Theologie an der Rheinischen Friedrich-Wilhelms-Universität Bonn und begann seine Ausbildung zum Priester im Collegium Leoninum. In den Jahren 1935 bis 1937 wurde er am Priesterseminar Bensberg weiter ausgebildet. 1937 erfolgte durch Kardinal Karl Joseph Schulte die Priesterweihe.
Seine erste Priesterstelle trat Groner im gleichen Jahr als Kaplan in Wissen an und wurde dort auch Dekanatspräses der katholischen Arbeiterjugend und Präses des katholischen Arbeitervereins. 1940 wechselte der als Krankenhausseelsorger nach Köln-Lindenthal ans Hildegardiskrankenhaus. Anschließend ging er zur Promotion wieder an die Bonner Universität und unterstützte 1943 als Repetent am Collegium Leoninum die Unterbringung einer jüdischen Mutter eines Studienkollegen in dem Theologenkonvikt. Im Juni 1944 promovierte er in Bonn zum Doctor theologiae.
Groner war von 1956 bis 1978 an der Bonner Katholisch-Theologischen Fakultät Professor für Christliche Gesellschaftslehre. Zudem war er von 1968 bis zu seinem Tod Mitherausgeber des Jahrbuchs für Christliche Sozialwissenschaften.
Von 1950 bis 1978 war er Direktor der Zentralstelle für kirchliche Statistik des katholischen Deutschlands und damit Herausgeber des Kirchlichen Handbuchs für das katholische Deutschland.
Groner war von 1952 bis 1961 neben seinen übrigen Aufgaben Gründungspfarrer der Pfarrei St. Ursula in Kalscheuren. Dort veranlasste und prägte er den Bau der heute profanierten Kirche St. Ursula, den der Kölner Architekt und Pritzker-Preisträger Gottfried Böhm nach Vorentwürfen seines Vaters Dominikus Böhm baute.

## Schriften (Auswahl)
- Kirche und Gesellschaft heute. Paderborn, München, Wien, Zürich; Schöningh, 1979, ISBN 978-3-506-74451-7.
- Die Kirche im Wandel der Zeit. Bachem, Köln 1971, ISBN 978-3-7616-0157-0.
- Moral zwischen Anspruch und Verantwortung. Patmos, Düsseldorf 1964.